# Victor Coroller
Victor Coroller (Rennes, 29 januari 1997) is een Franse atleet, gespecialiseerd in de 400 meter horden en de 400 meter. Hij vertegenwoordigt Frankrijk op internationale wedstrijden en is lid van de atletiekclub Haute Bretagne Athlétisme.

## Biografie
Coroller begon zijn atletiekcarrière op jonge leeftijd en behaalde zijn eerste internationale succes in 2013 tijdens het Europees Jeugd Olympisch Festival in Utrecht, waar hij goud won op de 400 meter horden en met de 4×100 meter estafette.
In 2014 won hij brons op de 400 meter horden tijdens de Jeugd Olympische Spelen in Nanjing. 
Het jaar daarop werd hij Europees juniorenkampioen op de 400 meter horden in Eskilstuna. 
Tijdens de  Wereldkampioenschappen atletiek 2017 bereikte hij de halve finale op de 400 meter horden tijdens de Wereldkampioenschappen in Londen.
Na enkele jaren van blessureleed keerde Coroller terug op het hoogste niveau. In 2022 behaalde hij een finaleplaats op de 400 meter horden tijdens de Europese kampioenschappen in München. 
In 2023 won hij zilver met het Franse 4×400 meter estafetteteam tijdens de Europese indoorkampioenschappen in Istanbul. 

## Persoonlijke records
| Onderdeel      | Tijd    | Locatie           | Datum            |
| -------------- | ------- | ----------------- | ---------------- |
| 400 m horden   | 49,11 s | La Chaux-de-Fonds | 3 juli 2022      |
| 400 m          | 47,07 s | Bellinzona        | 28 juli 2022     |
| 400 m (indoor) | 47,01 s | Metz              | 11 februari 2023 |

## Prestaties
| Jaar | Toernooi                          | Plaats     | Onderdeel         | Resultaat    |
| ---- | --------------------------------- | ---------- | ----------------- | ------------ |
| 2013 | Europees Jeugd Olympisch Festival | Utrecht    | 400 m horden      | Goud         |
| 2013 | Europees Jeugd Olympisch Festival | Utrecht    | 4×100 m estafette | Goud         |
| 2014 | Jeugd Olympische Spelen           | Nanjing    | 400 m horden      | Brons        |
| 2015 | EK junioren                       | Eskilstuna | 400 m horden      | Goud         |
| 2017 | WK                                | Londen     | 400 m horden      | Halve finale |
| 2022 | EK                                | München    | 400 m horden      | 8e plaats    |
| 2023 | EK indoor                         | Istanbul   | 4×400 m estafette | Zilver       |